# Vescovato (Olaszország)
Vescovato (lombardul: Vescuàt) település Olaszországban, Lombardiában, Cremona megyében.
1. ↑  https://demo.istat.it/?l=it